# John Bratt (tidningsman)
John Fredrik Bratt, född 17 maj 1867 i Nora, död 2 oktober 1933 i Göteborg, var en svensk redaktör och journalist i Utbynäs i Göteborg.

## Biografi
John Bratt var son till gruvdisponenten Gustaf N.E. Bratt och Nina von Gegerfelt och var sedan 1896 gift med Sally Johnson (död 1918), dotter till tjänstemannen Jonas Johnson och Lovisa Löfberg. 
År 1885 avlade han studentexamen. Han blev fil.kand. i Uppsala 1889 och var 1889–1921 medarbetare och redaktör för Göteborgs Handels- och Sjöfartstidnings utrikesavdelning, där han skrev under signaturerna J. B-tt, Joije, Asmodeus och Allegro. Han var ledamot i Publicistklubben och Journalistföreningen. John Bratt var vittberest inom Europa. Han skrev flera lättsamma skönlitterära böcker som gavs ut på Åhlén & Åkerlunds förlag.

### Varia
- Fastekuren : konsten att äta och konsten att svälta : referat och experiment. Göteborg: Åhlèn & Åkerlund. 1911. Libris 1631923
- Kontraktfrågan : inledningsföredrag till Göteborgs och Västra Sveriges prässförenings diskussion d. 12. febr. 1910. Göteborg. 1910. Libris 2985333
- Konstiga ställen och konstigt folk : minnen från några ströftåg genom Europa. Stockholm & Göteborg: Åhlén & Åkerlund. 1914. Libris 1631924